# Jorge Zabaleta
Jorge Antonio Zabaleta Briceño (né à Santiago, le 18 avril 1970), est un acteur et animateur de télévision chilien.

## Télévision

### Programmes
- Video loco (Canal 13, 1999) - Animateur
- El arca de Noé (Canal 13, 2002) - Animateur

### Telenovelas
- 2003 : Machos (Canal 13) : Álex Mercader
- 2008 : Hijos del Monte (TVN) : Juan Del Monte
- 2009 : Los ángeles de Estela (TVN) : León Inostroza / León Urmeneta
- 2010 : La familia de al lado (TVN) : Javier Ruíz-Tagle (Protagoniste)
- 2011-2012 : Aquí mando yo (TVN) : Diego Buzzoni (Protagoniste)
- 2012-2013 : Separados (TVN) : Pedro Armstrong
- 2014: El amor lo manejo yo (TVN) : Marcos Guerrero

### Séries et unitaires
- Más que amigos (Canal 13, 2002) - Álvaro Donoso
- Ala chilena (TVN 2011)

## Cinéma
- Antonia (2001) - Sebastián
- Secuestro (2005) - Hernán
- Super, todo Chile adentro (2009) - Scott